# De Wilck
De Wilck este o arie protejată (arie de protecție specială avifaunistică — SPA) din Țările de Jos întinsă pe o suprafață de 116 ha, integral pe uscat.

## Localizare
Centrul sitului De Wilck este situat la coordonatele 52°06′53″N 4°32′56″E / 52.1147°N 4.549°E.

## Înființare
Situl De Wilck a fost declarat arie de protecție specială avifaunistică în martie 2000 pentru a proteja 2 specii de animale.

## Biodiversitate
Situată în ecoregiunea atlantică, aria protejată nu include niciun habitat protejat.
La baza desemnării sitului se află mai multe specii protejate de  păsări (2): rață fluierătoare (Anas penelope), Cygnus columbianus bewickii